# باول إل. آدامز
باول إل. آدامز (بالإنجليزية: Paul L. Adams)‏ هو محامي وقاضي وسياسي أمريكي، ولد في 9 أبريل 1908 في سولت سانت ماري في الولايات المتحدة، وتوفي في 23 نوفمبر 1990.